# سیارک ۸۱۹۲
سیارک ۸۱۹۲ (به انگلیسی: 8192 Tonucci، نامگذاری:1993RB) هشت هزار و صد و نود و دومین سیارک کشف شده‌است که در ۱۰ سپتامبر ۱۹۹۳ کشف شد.
قدر مطلق سیارک برابر ۱۵٫۴۰ است.